# 小行星22889
小行星22889（22889 Donnablaney）是一颗绕太阳运转的小行星，为主小行星带小行星。该小行星于1999年9月29日发现。

## 轨道参数
小行星22889的轨道半长轴为2.6008469 UA，离心率为0.153。